# Rettungsmedaille (Braunschweig)
Die Rettungsmedaille des Herzogtums Braunschweig wurde am 25. April 1836 durch Herzog Wilhelm von Braunschweig gestiftet. Sie wurde an Personen verliehen, die sich trotz eventueller Selbstgefährdung zur Rettung des Lebens oder Eigentums anderer hervorgetan hatten.
Die silberne Medaille mit grünem Ordensband wurde auf der linken Brustseite getragen. Sie zeigte auf der Vorderseite ein „W“ für Wilhelm auf einem Wappenschild, welches von Löwen getragen wird. Rechts und links befinden sich jeweils vier Fahnen, über dem Wappen  sind die Herzogskrone und ein Stern zu sehen. Oben kann man „Ehrenzeichen“ lesen, unten das Stiftungsdatum. Auf der Rückseite ist die Siegesgöttin Nike, auf einem Lindwurm stehend, zu sehen, sie hält einen Palmwedel in ihrer linken Hand und über ihrem Kopf 8 im Kreis angeordnete Sterne. Umlaufend ist zu lesen „Muthiger Thaten ehrender Lohn“.